# Paragryllus martini
Paragryllus martini är en insektsart som beskrevs av Guérin-Méneville 1844. Paragryllus martini ingår i släktet Paragryllus och familjen syrsor. Inga underarter finns listade i Catalogue of Life.